# Diócesis de Aela
La diócesis de Aela (en latín: Dioecesis Aelanitica) es una sede suprimida y sede titular de la Iglesia católica.

## Historia
Aela o Ela, identificada con la ciudad de Áqaba en Jordania, es una antigua sede episcopal de la provincia romana de Palestina Tertia en la diócesis civil de Oriente. Formaba parte del Patriarcado de Jerusalén y era sufragánea de la Arquidiócesis de Petra.
Son varios los obispos conocidos de esta antigua sede episcopal. Pedro participó en el Concilio de Nicea en 325, Berilo en el de Calcedonia en 451, y Pablo, discípulo de San Sabas, firmó las actas del sínodo convocado por el patriarca Pedro contra Ántimo de Constantinopla, sínodo que reunió a los obispos de las Tres Palestinas. Michel Le Quien atribuye a esta sede otro obispo llamado Pablo, mencionado en la vida de San Sabas por Cirilo de Escitópolis; Vailhé cree sin embargo que sólo era un higúmeno y que fue su homónimo quien más tarde, una vez elegido obispo, participó en el concilio de 536. Un papiro fechado a finales del siglo VI relata una carta del obispo Moisés, hijo de Sergio, mientras que la del obispo Juan, que negoció la rendición de la ciudad con los musulmanes, data del 630.
La región de Aela era rica en monasterios: en un sínodo en Constantinopla en 536, Juan, sacerdote y monje, firmó por todos los monjes de Aela en la Palestina Tertia (Aila tertiae Palaestinae); además en el Sinaí existía una laura de heliots, es decir, procedente de Aela.
Desde el siglo XIX, Aela figura entre las sedes episcopales titulares de la Iglesia católica, aunque el puesto está vacante desde el 27 de noviembre de 1978.

## Cronotaxis

### Obispos griegos
- Pedro (mencionado en 325)
- Berilo (mencionado en 451)
- Pablo I (mencionado alrededor de 500)
- Pablo II (mencionado en 536)
- Moisés (finales del siglo VI)
- Juan (mencionado en 630)

### Obispos titulares
- Robert Seidenbusch, OSB (12 de febrero de 1875 - 3 de junio de 1895 por fallecimiento)[4]
- Charles-Marie-Félix de Gorostarzu, MEP (10 de diciembre de 1907 - 27 de marzo de 1933 por fallecimiento)
- Alois Hudal (1 de junio de 1933 - 13 de mayo de 1963 por fallecimiento)
- Joseph Marie Trinh Van Can (5 de febrero de 1963 - 27 de noviembre de 1978 por nombramiento como arzobispo de Hanói)